# Conso (Villarino de Conso)
Conso (llamada oficialmente Santiago de Conso) es una parroquia y un lugar del municipio español de Villarino de Conso, en la provincia de Orense, Galicia.

## Organización territorial
La parroquia está formada por dos entidades de población:
- A Veiguiña
- Conso

## Demografía

### Parroquia
| Gráfica de evolución demográfica de Conso (parroquia) entre 2000 y 2023 |
|                                                                         |
| Datos según el nomenclátor publicado por el INE.                        |

### Lugar
| Gráfica de evolución demográfica de Conso (lugar) entre 2000 y 2023 |
|                                                                     |
| Datos según el nomenclátor publicado por el INE.                    |